# Хадик, Андраш
Граф Андраш Хадик фон Футак (венг. futaki Hadik András gróf, словац. Andrej Hadík — Андрей Гадик, нем. Andreas Reichsgraf Hadik von Futak; 16 октября 1710, Житный остров (Словакия) — 12 марта 1790, Вена) — австрийский фельдмаршал времён Семилетней войны. Происходил из словацкой земанской семьи из Турца. Хадик вошел в историю как талантливый предводитель летучих кавалерийских отрядов, герой так называемой «малой войны». И венгры, и словаки считают графа Хадика своим национальным героем.

## Биография
В 1732 году Андраш Хадик поступает в австрийскую службу, служит в гусарском полку. Отличается в нескольких кампаниях, в частности, в Войне за Польское наследство (1733—1735). В 1738 году участвует в совместных операциях русских и австрийских войск против турок в Бессарабии, во взятии Очакова и Бендер. В 1744 году производится в полковники, в 1748 году, за заслуги в войне за австрийское наследство — в генерал-майоры, командует кавалерийской бригадой.
Легендарной славой овеян кавалерийский рейд Хадика на Берлин в октябре 1757 года (послуживший три года спустя образцом для аналогичной вылазки русского генерала Г. Тотлебена). За него Хадик награждается большим крестом ордена Марии Терезии (лишь двадцать военачальников за всю историю Австрии удостоились такой чести).
С 1762 года Хадик командует Имперской армией: поначалу удачно, но затем был разбит наголову пруссаками 29 октября 1762 года при Фрайберге (Саксония).
После Семилетней войны Хадик назначается военным и гражданским губернатором Семиградья (Трансильвании) (с 1764 по 1767 годы). Затем, В, 1769 году, президентом Карловицкого конгресса. В январе — июне 1774 года — военный и гражданский губернатор Галиции. 14 мая 1774 года получил чин фельдмаршала. В 1776 году получает титул графа, в том же году становится президентом Гофкригсрата. В 1789 году назначен главнокомандующим Имперской армии в войне против турок. Но, внезапно заболев, вынужден вскоре уступить командование.
Похоронен в поместье Футак, близ Нового Сада в Воеводине, подаренном ему императрицей Марией-Терезией. В Буде, рядом с собором Короля Матяша, была 29 апреля 1937 г. воздвигнута конная статуя графа Хадика (автор - Дьёрдь Вастах). В 2004 г. именем Хадика названа Народная академия обороны Словакии (словац. Národná akadémia obrany maršala Andreja Hadika).

## Набег на Берлин
Выступив 11 октября с малым летучим отрядом из города Эльстерверда, в 160 километрах от Берлина, Хадик стремительным броском (его гусары в течение десяти дней пути в оба конца проходили ежедневно по пятидесяти миль, попутно собирая контрибуцию с окрестных городов) овладел 16 октября штурмом прусской столицей и удерживал её один день. Военный комендант Берлина генерал Ганс Фридрих фон Рохов бежал в Шпандау с остатками разбитого гарнизона. Взяв контрибуцию, Хадик покинул Берлин, сумев ускользнуть от посланных Фридрихом II войск, находившихся от него на расстоянии двухчасового марша. Рейд Хадика вызвал ликование в Вене и огромный резонанс по всей Европе, продемонстрировав уязвимость Пруссии и её столицы.